# The Echo of Youth
The Echo of Youth er en amerikansk stumfilm fra 1919 af Ivan Abramson.

## Medvirkende
- Charles Richman som Peter Graham
- Leah Baird som Olive Martin
- Pearl Shepard som Anita Graham
- Jack McLean som Harold Martin
- William Bechtel som Thomas Donald